# Ivan Želizko
Ivan Tarasovyč Želizko (in ucraino Іван Тарасович Желізко?; Leopoli, 12 febbraio 2001) è un calciatore ucraino, centrocampista del Lechia Danzica.

## Carriera

### Nazionale
Nel 2023 è stato convocato, con la nazionale Under-21 ucraina, per l'Europeo di categoria.

## Statistiche

### Presenze e reti nei club
Statistiche aggiornate al 24 settembre 2023.
| Stagione        | Squadra         | Campionato      | Campionato | Campionato | Coppe nazionali | Coppe nazionali | Coppe nazionali | Coppe continentali | Coppe continentali | Coppe continentali | Altre coppe | Altre coppe | Altre coppe | Totale | Totale | Totale |
| Stagione        | Squadra         | Comp            | Pres       | Reti       | Comp            | Pres            | Reti            | Comp               | Pres               | Reti               | Comp        | Pres        | Reti        | Pres   | Reti   |        |
| --------------- | --------------- | --------------- | ---------- | ---------- | --------------- | --------------- | --------------- | ------------------ | ------------------ | ------------------ | ----------- | ----------- | ----------- | ------ | ------ | ------ |
| 2019-2020       | Karviná         | 1L              | 3          | 0          | CRC             | 1               | 0               | -                  | -                  | -                  | -           | -           | -           | 4      | 0      |        |
| 2020-feb. 2021  | Karviná         | 1L              | 0          | 0          | CRC             | 2               | 0               | -                  | -                  | -                  | -           | -           | -           | 2      | 0      |        |
| Totale Karviná  | Totale Karviná  | Totale Karviná  | 3          | 0          |                 | 3               | 0               |                    | -                  | -                  |             | -           | -           | 6      | 0      |        |
| 2021            | Valmiera        | VL              | 23         | 1          | CL              | 2               | 1               | UECL               | 2                  | 0                  | -           | -           | -           | 27     | 2      |        |
| 2022            | Valmiera        | VL              | 28         | 4          | CL              | 2               | 0               | UECL               | 2                  | 0                  | -           | -           | -           | 32     | 4      |        |
| mar.-ago. 2023  | Valmiera        | VL              | 16         | 1          | CL              | 1               | 0               | UCL+UECL           | 2+1                | 0                  | -           | -           | -           | 20     | 1      |        |
| Totale Valmiera | Totale Valmiera | Totale Valmiera | 67         | 6          |                 | 5               | 1               |                    | 7                  | 0                  |             | -           | -           | 79     | 7      |        |
| ago. 2023-2024  | Lechia Danzica  | 1L              | 6          | 1          | CP              | 0               | 0               | -                  | -                  | -                  | -           | -           | -           | 6      | 1      |        |
| Totale carriera | Totale carriera | Totale carriera | 76         | 7          |                 | 8               | 1               |                    | 7                  | 0                  |             | -           | -           | 91     | 8      |        |

## Palmarès

### Club

#### Competizioni nazionali
- Campionato lettone: 1

Valmiera: 2022
- Campionato polacco di seconda divisione: 1

Lechia Danzica: 2023-2024